# Parenthesome

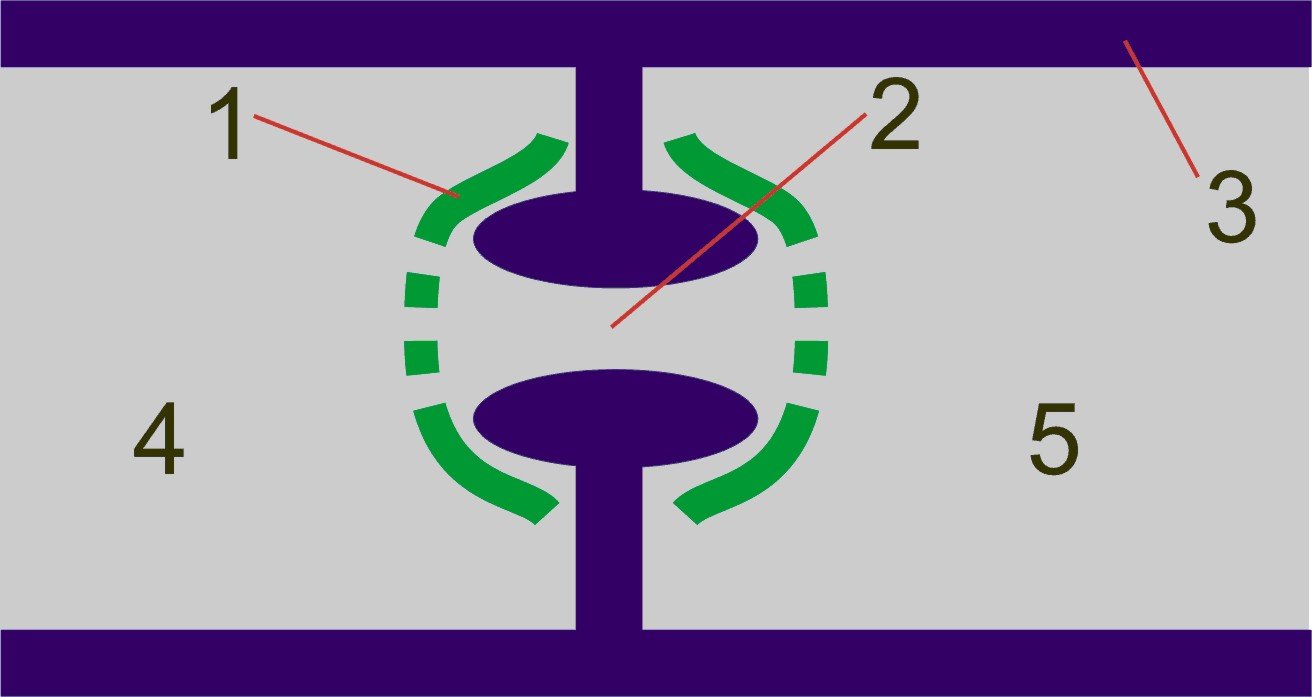
Dolipore de Basidiomycète(1) Parenthèsome
(2) Canal central
(3) Paroi cellulaire de l'hyphe
(4) & (5) Cellules hyphales

Dans les cellules du champignons basidiomycète se trouvent des structures microscopiques appelées parenthèsomes. Ces structures en forme de parenthèses se trouvent de chaque côté du pore du dolipore-septum qui sépare les cellules hyphales. Leur fonction n'a pas été établie, et leur composition n'a pas été complètement élucidée. Les variations de leur apparence sont utiles pour distinguer les espèces.